# ケーニヒグレッツ行進曲
ケーニヒグレッツ行進曲（ドイツ語: Königgrätzer Marsch）は、ヨハン・ゴットフリート・ピーフケによって作曲された行進曲。普墺戦争でプロイセン軍がオーストリアを打ち破った1866年のケーニヒグレッツの戦い（サドワの戦い）を記念して作曲された。後にピーフケが編曲しなおしたものでは、フリードリヒ大王がホーエンフリートベルクの戦いの勝利を称えて作曲したといわれるホーエンフリートベルク行進曲がトリオ部に使用されている。
本来はドイツ帝国陸軍第91オルテンブルク歩兵連隊の行進曲であったが、ナチス・ドイツ時代のアドルフ・ヒトラー総統が特に気に入っていた行進曲の1つで、彼はしばしばナチ党の式典でこの行進曲を演奏させた。1934年のナチス党大会記録映画『意志の勝利』でも、ニュルンベルク旧市街における突撃隊の行進にケーニヒグレッツ行進曲が使用されている。こうした背景があるにも係わらず、ケーニヒグレッツ行進曲は現在のドイツ連邦軍のパレードでも非常に人気のある行進曲として使用され続けている。一方、オーストリアでは曲そのものがオーストリアの敗北を記念したものである為、ほとんど聞かれることがない。
その他のドイツの行進曲にも見られるように、ケーニヒグレッツ行進曲はチリ陸軍などの行進でも使われることがある。例えばジャマイカ国防軍ではジャマイカ連隊第2大隊の行進曲『Königgrätzer』として演奏され、チリ陸軍ではフランス式のファンファーレを加えて第1装甲騎兵連隊の行進曲『Granaderos al Galope』として演奏される。

## 大衆文化
現在ではナチス・ドイツ時代の代表的な行進曲の1つと見なされており、第二次世界大戦を扱った映画やビデオゲームなどではドイツ軍のテーマ曲としてしばしば使用される。
- 1989年のアメリカ映画『インディ・ジョーンズ/最後の聖戦』では、焚書のシーンでケーニヒグレッツ行進曲が使用されている。
- 2008年のファーストパーソン・シューティングゲーム(FPS)『コール オブ デューティ ワールド・アット・ウォー』では、オンライン対戦をドイツ国防軍側でプレイすると、勝利した際にケーニヒグレッツ行進曲が演奏される。またキャンペーンシナリオの最終ステージでは帝国議事堂に立て篭もる武装親衛隊と戦うことになるが、この際にもBGMとして演奏されている。ミニゲームのゾンビモードでも、Nacht Der Untotenのマップで耳にすることができる。
- 2003年のFPS『Day of Defeat』のSource以前のバージョンでも、オンライン対戦をドイツ国防軍側で勝利した際にケーニヒグレッツ行進曲が演奏された。
- 2011年のFPS『Dino D-Day』でもBGMとして使用されている。